# Conchylia frosinaria
Conchylia frosinaria är en fjärilsart som beskrevs av Stoll 1790. Conchylia frosinaria ingår i släktet Conchylia och familjen mätare. Inga underarter finns listade i Catalogue of Life.

## Bildgalleri

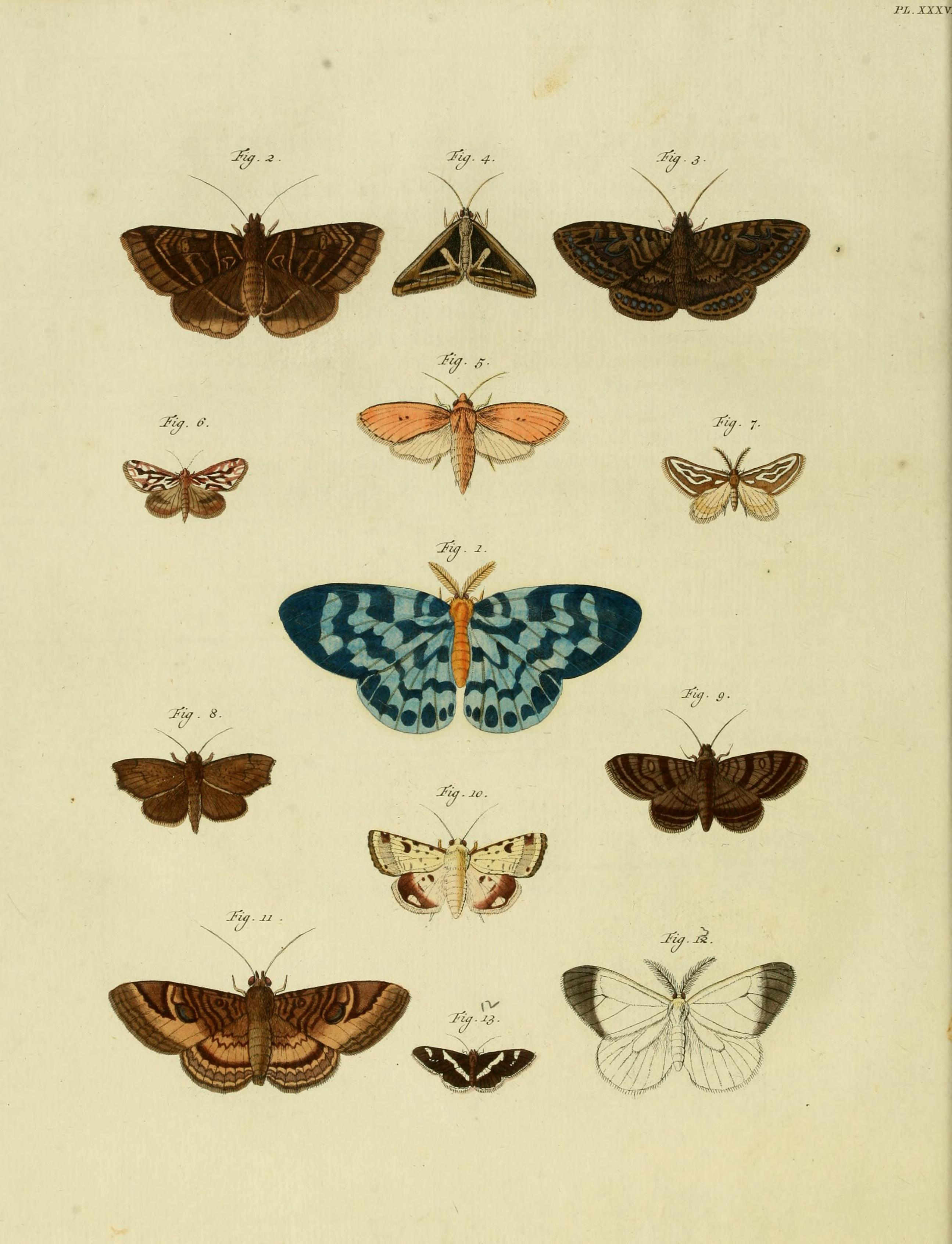